# Xeronema
Xeronema — рід квіткових рослин, що включає два види: Xeronema moorei з Нової Каледонії та Xeronema callistemon з островів Бідних лицарів і острова Таранга в Новій Зеландії. Це трав’янисті однодольні рослини, що поширюються за допомогою кореневищ і мають великі квіти, розташовані на кінцевих колосах, з тичинками, що височіють над квітками.
Система APG IV 2016 року визнає цей рід власною родиною Xeronemataceae. Він розміщує це в порядку Asparagales, в кладі однодольних. Родину можна відокремити від інших сімей Asparagales на основі даних ДНК; він споріднений Asphodelaceae, але відрізняється однорідним листям.